# Staffield
Staffield – przysiółek w Anglii, w Kumbrii, w civil parish Kirkoswald/Ainstable. W 1931 roku civil parish liczyła 193 mieszkańców.